# Lulep Skieltajaureh
Lulep Skieltajaureh är en sjö i Jokkmokks kommun i Lappland och ingår i Luleälvens huvudavrinningsområde. Sjön har en area på 0,64 kvadratkilometer och ligger 647 meter över havet. Lulep Skieltajaureh ligger i Pärlälvens fjällurskog Natura 2000-område. Sjön avvattnas av vattendraget Skieltajåkkå.

## Delavrinningsområde
Lulep Skieltajaureh ingår i det delavrinningsområde (740440-159776) som SMHI kallar för Utloppet av Lulep Skieltajaureh. Medelhöjden är 679 meter över havet och ytan är 12,39 kvadratkilometer. Räknas de 10 avrinningsområdena uppströms in blir den ackumulerade arean 114,91 kvadratkilometer. Skieltajåkkå som avvattnar avrinningsområdet har biflödesordning 4, vilket innebär att vattnet flödar genom totalt 4 vattendrag innan det når havet efter 299 kilometer. Avrinningsområdet består mestadels av skog (64 procent) och sankmarker (22 procent). Avrinningsområdet har 1,04 kvadratkilometer vattenytor vilket ger det en sjöprocent på 8,4 procent.